# Серощёкий дятловый древолаз
Серощёкий дятловый древолаз (лат. Dendrocincla fuliginosa) — вид воробьиных птиц из подотряда тиранны. Выделяют 11 подвидов. Гнездится от Гондураса до севера Аргентины, а также в Тринидаде и Тобаго.
Иногда Dendrocincla fuliginosa turdina рассматривается как подвид серощёкого дятлового древолаза.

## Фото

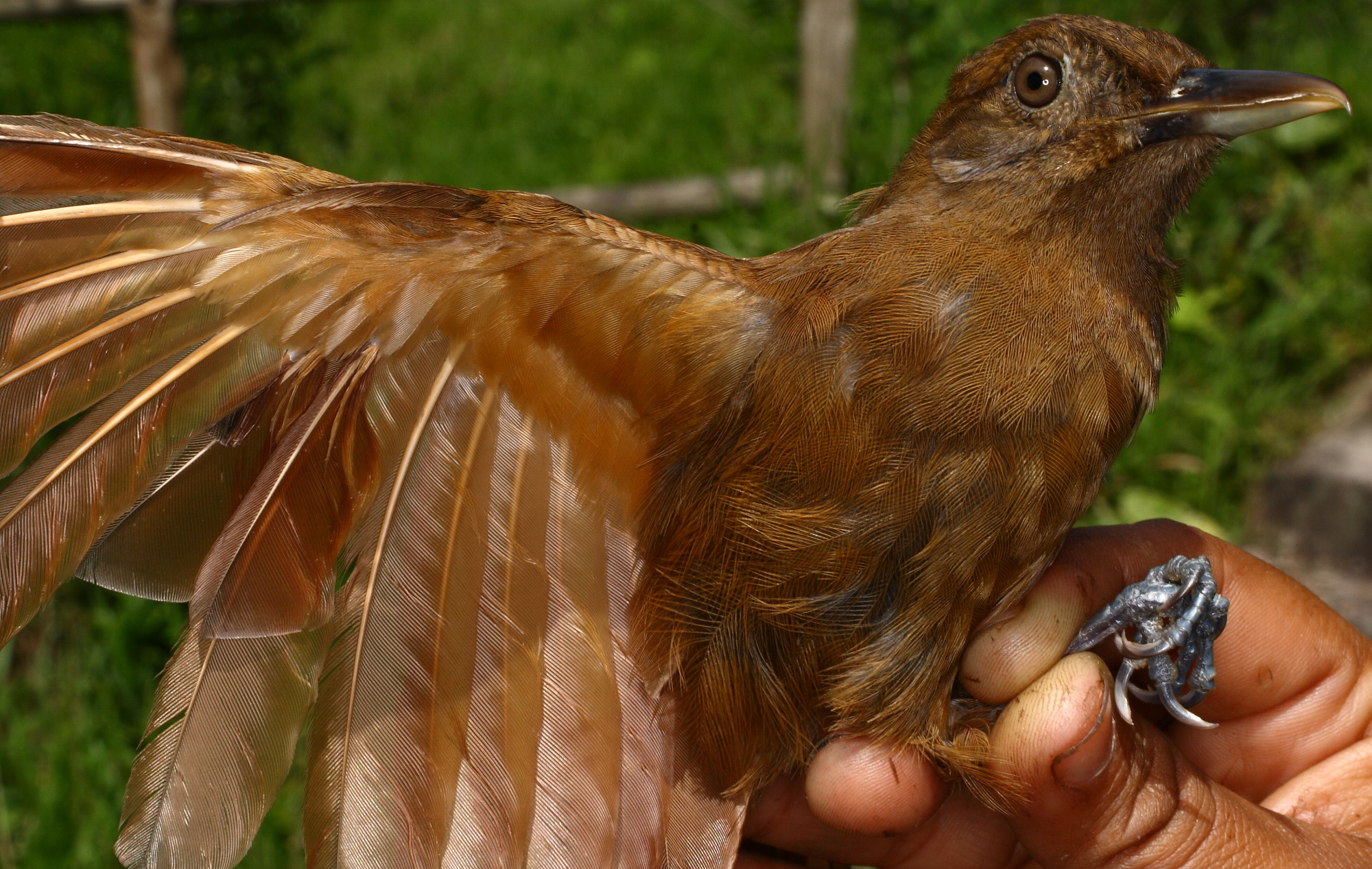
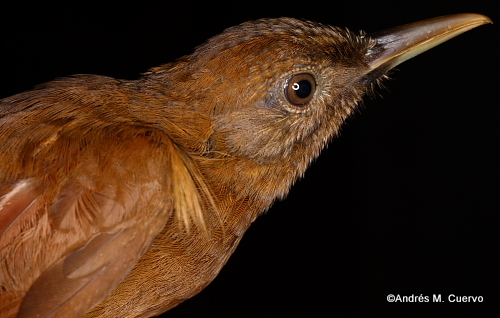
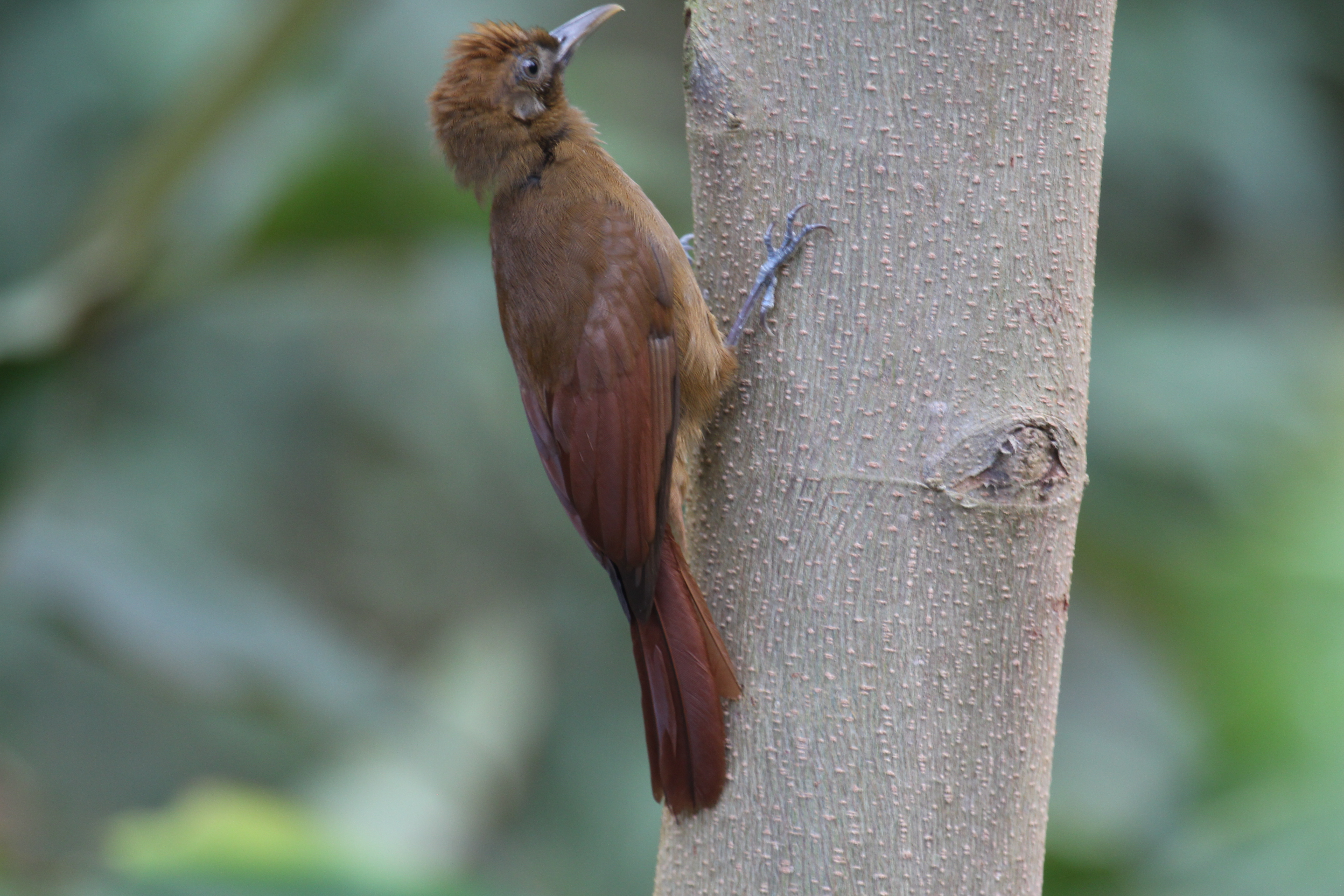

## Описание
Серощёкий дятловый древолаз достигает длины от 19 до 22,5 см. Самцы весят от 30 до 50 г, а самки - от 25 до 46 г. Половой диморфизм в окраске оперения не выражен. У взрослых особей номинативного подвида сероватое лицо с узкой желтоватой надбровной дугой. Макушка, затылок, спина и кроющие перья крыльев тускло-оливково-коричневые. Надхвостье и хвост рыжевато-каштановые. Крылья рыжевато-каштановые; первостепенные маховые перья с тёмными внешними краями и кончиками. Горло от бледно-серого до охристого цвета с мелкими крапинками. Грудь и брюхо бледно-оливково-коричневые с мелкими охристыми прожилками. Кроющие перья подхвостья коричневато-рыжие, а испод крыльев от коричневато-бурого до охристого цвета. Радужная оболочка от желтовато-коричневой до тёмно-коричневой или бледно-серой. Прямой клюв чёрного цвета с беловатыми, желтоватыми или серыми краями и кончиком. Ноги чёрные, грифельно-серые, тёмно-коричневато-оливковые или светло-голубые.
Обычная вокализация птицы представляет собой громкие стуки, но, когда следует армия муравьёв, то группа издаёт шумное чириканье. Пение представляет собой низходящее тэ-тэ-тэ-ту-ту-ту-ти-ти-ти-чу-чу-чу.

## Биология
Серощёкий дятловый древолаз является насекомоядной птицей, которая питается муравьями и другими насекомыми. Она питается на деревьях, стволах или листве, но редко на земле. Она преследует колонны армии муравьёв, часто группами до десятка птиц. Если присутствуют такие специалисты по поеданию муравьёв как полосатые муравьеловки или крупные древолазы, то, как правило, серощёкий дятловый древолаз стремится держаться выше, чем эти виды. Во время передвижений в поисках еды птиц также сопровождает обыкновенная носуха (Nasua nasua), особенно, когда они кормятся на деревьях во время сухого сезона. Хотя древолазы могут поедать случайные армии муравьёв, а носуха — извлекать выгоду от птицы, замечая хищников, прежде чем они нападут на неё, в обоих случаях серощёкий дятловый древолаз, в основном, комменсалист, который хватает добычу и быстро улетает, пока не появились более грозные хищники.
Серощёкий дятловый древолаз является обычной и широко распространённой лесной птицей, которая строит своё гнездо в виде листа на пальмовом дереве и откладывает 2-3 белых яйца.